# خافيير أرنالدو بورتيو
خافيير أرنالدو بورتيو (بالإسبانية: Javier Arnaldo Portillo)‏ (10 يونيو 1981 في هندوراس - ) هو لاعب كرة قدم هندوراسي في مركز الوسط. شارك مع منتخب هندوراس لكرة القدم. أما مع النوادي، فقد لعب مع نادي موتاجوا ‏ ونادي ديبورتيفو أوليمبيا وComayagua F.C. ‏ وF.C. Municipal Valencia ‏ ونادي بيدا.

## وصلات خارجية
- خافيير أرنالدو بورتيو على موقع قاعدة بيانات كرة القدم.إي يو (الإنجليزية)
- خافيير أرنالدو بورتيو على موقع ناشيونال فوتبول تيمز (الإنجليزية)
- خافيير أرنالدو بورتيو على موقع Soccerway.com (الإنجليزية)